# Harta cerului

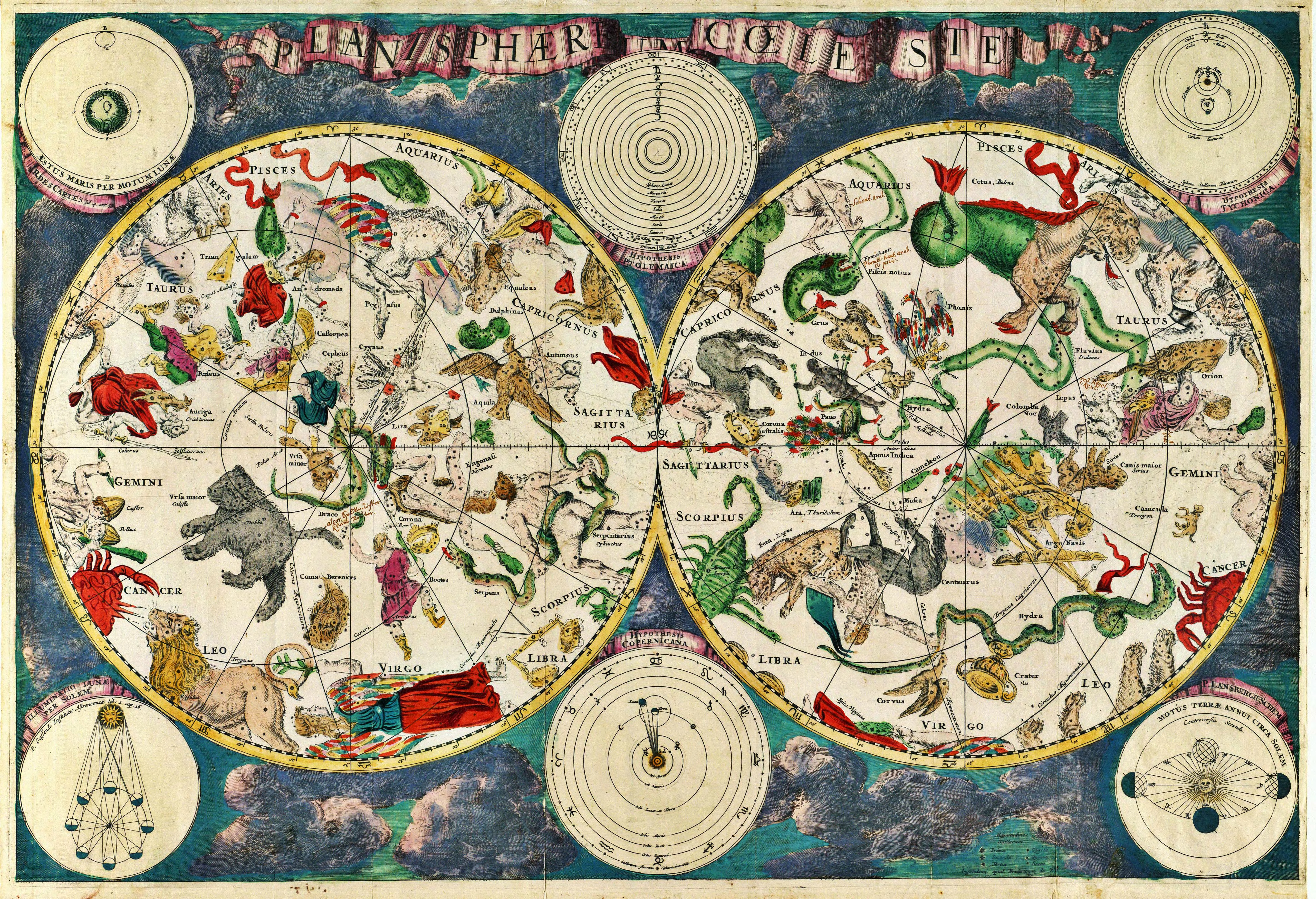
O hartă a cerului din secolul 17, de cartograful olandez Frederik de Wit

Harta cerului (planisferă)

Harta cerului este o hartă folosită pentru a determina pozițiile corpurilor cerești. Astronomii folosesc un sistem de coordonate care sunt utilizate pentru a identifica și localiza corpuri cerești precum stele, constelații și galaxii. Ele au fost folosite din vechime pentru navigație. O hartă a cerului se deosebește de un catalog astronomic care este o listă de corpuri astronomice grupate pentru un anumit scop. O planisferă este un tip de hartă a cerului.

## Istoric

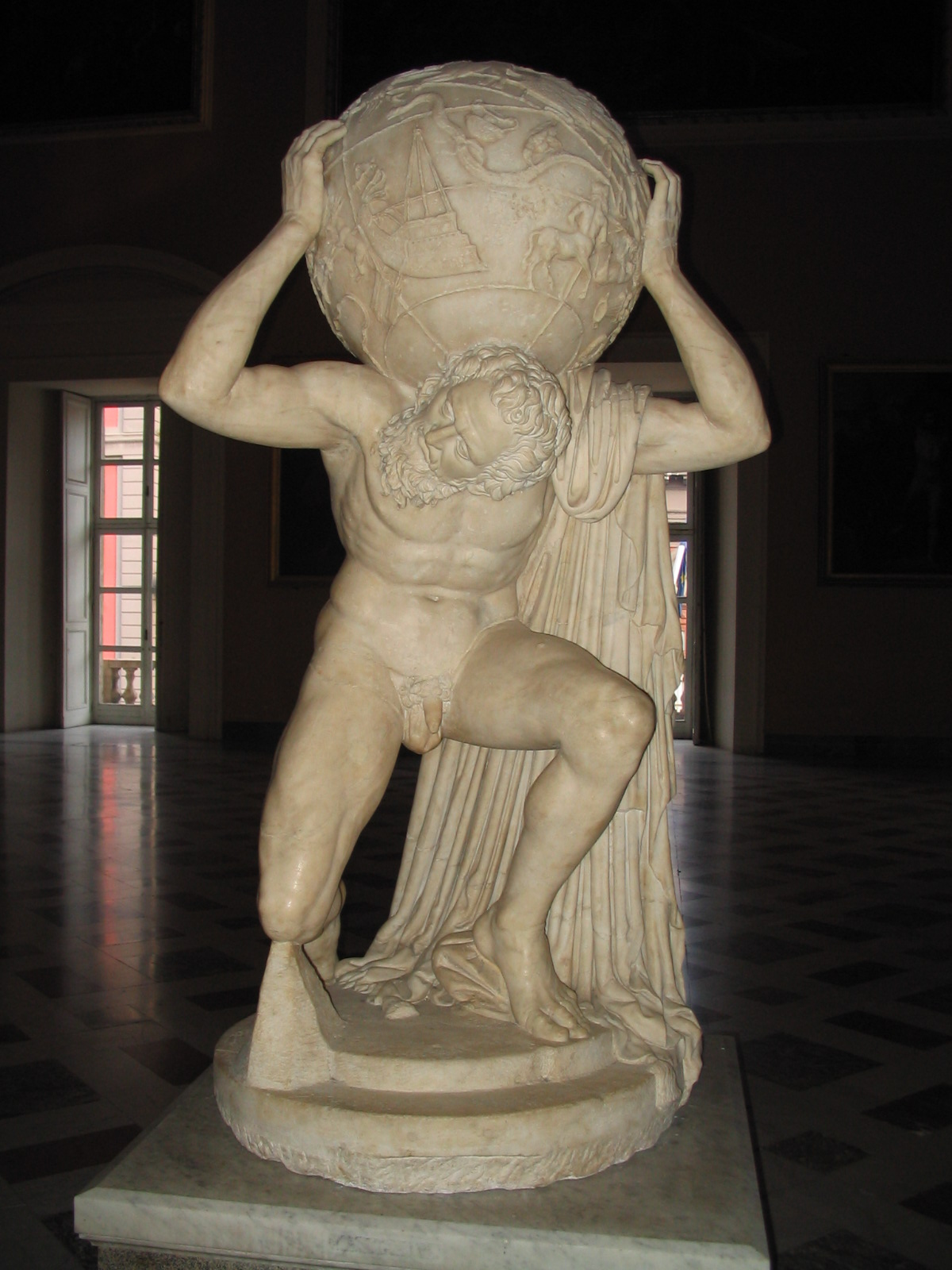
Farnese Atlas de la Muzeul arheologic național, Napoli

### Preistorie
Cea mai veche hartă a cerului descoperită până în prezent este o gravură pe un colț de fildeș descoperit în Germania la 1979. Acest artifact este vechi de 32.500 ani si are o îngravare care seamănă cu constelația Orion. Un desen pe peretele peșterii Lascaux din Franța conține o reprezentare a roiului de stele Cloșca cu puii (Pleiadele). Cercetătorul Michael A. Rappenglueck a sugerat că un desen din aceeași peșteră poate reprezenta triunghiul de vară (combinația de stele Vega, Deneb, Altair).Un alt desen stelar, creat cu peste 21.000 de ani în urmă, a fost găsit la grota La Tête du Lion. Animalul din acest desen poate reprezenta constelația Taurului împreună cu Cloșca cu puii deasupra.

### Antichitatea
Atlasul Farnese este o statuie romană reprezentînd titanul Atlas ținând bolta cerească pe umeri. Este cea mai veche repezentare existentă a constelațiilor antice grecești. Din cauza mișcării de precesie, pozițiile constelațiilor se schimbă încet de-a lungul timpului. Prin compararea pozițiilor celor 41 constelații se poate determina momentul când au fost făcute observațiile inițiale. Pe baza acestor informații s-a determinat ca acele contelații au fost observate la anul 55 BC. S-a demonstrat că a fost folosit catalogul astronomul grec Hipparchus.
Un alt exemplu de reprezentare a cerului îl reprezintă zodiacul egiptean Dendera, creat în jurul anului 50 BC. Este vorba de un basorelief sculptat pe tavanul templului Dendera. Este o planisferă reprezentând grafic zodiacul. Însă nu sunt reprezentate stele individuale.

Cea mai veche reprezentare a cerului din China este o cutie de pe la 430 BC, deși nu conține reprezentarea stelelor individuale. Cel mai vechi manuscris existent cu hărți ale cerului a fost descoperit la peștera Mogao, pe Drumul mătăsii. Este un manuscris de 210cm lungime și 24,4 cm lățime înfățișând cerul între 40° nord și 40° sud pe 12 pagini, plus a 13-a pagină cu reprezentarea cerului circumpolar. Sunt desenate un total de 1.345 stele împărțite în 257 grupuri. Data manuscrisului e estimată în jurul anilor 705 BC - 10 AD.

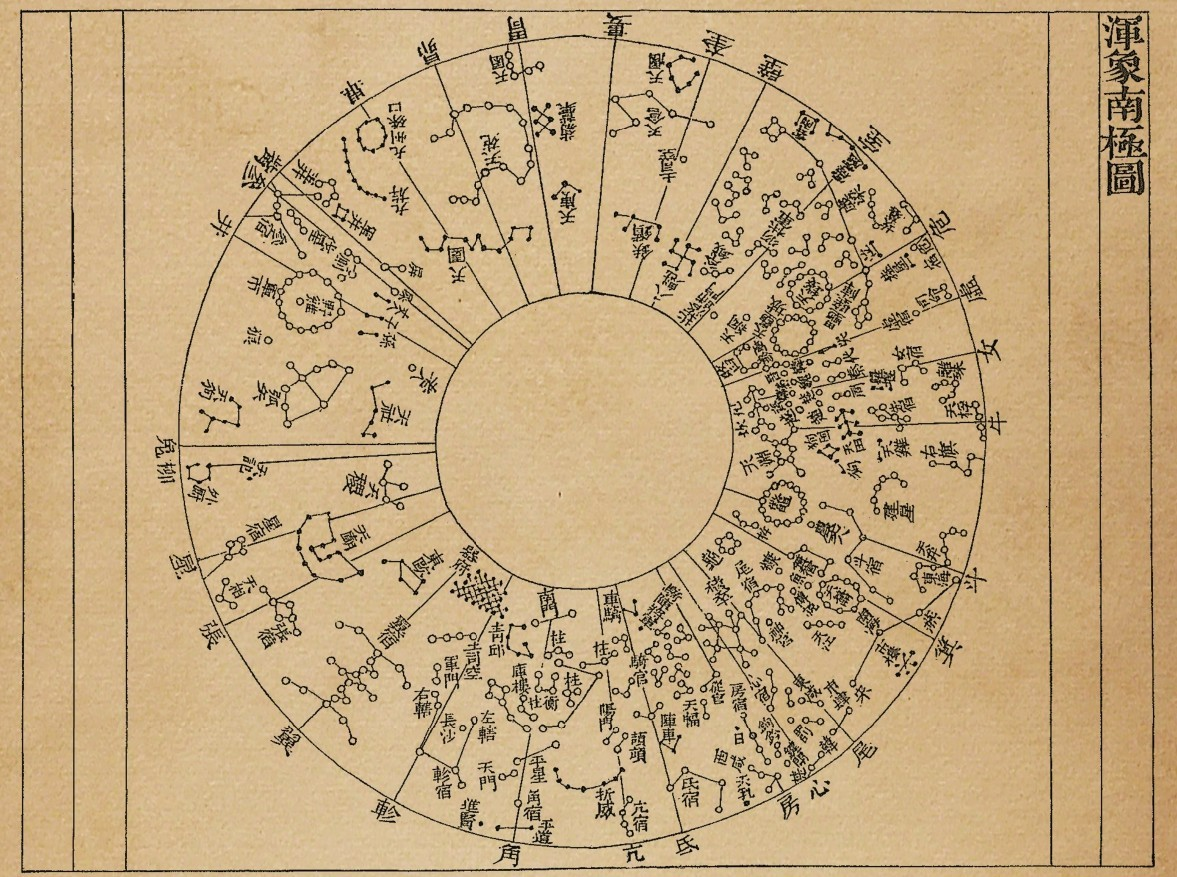
Harta cerului realizată de astronomul chinez Su Song (1020–1101).

În timpul dinastiei Song, astronomul chinez Su Song a scris o carte intitulată Xin Yixiang Fa Yao, care conține cinci hărți cu 1464 de stele, la anul 1092. În 1193, astronomul Huang Shang a făcut o planisferă împreună cu un text explicativ. A fost gravată în piatră la 1247, și această hartă există în continuare în templul Wen Miao din Suzhou.

### Evul Mediu
În civilizația occidentală, primele hărți ale cerului realizate cu precizie au fost cel mai probabil, ilustrațiile produse de astronomul persan Abd Al-Rahman Al-Sufi în lucrările sale de la 964 intitulate Cartea stelelor fixe. Această carte a fost o actualizare a părților VII.5 și VIII.1 ale catalogului Almageste de Ptolemeu (din secolul al II-lea). Cartea lui Al-Sufi conținea ilustrații ale constelațiilor și ale stelelor mai strălucitoare ca puncte luminoase. Cartea originală nu a supraviețuit, dar o copie de la aproximativ 1009 este păstrată la Universitatea Oxford.

Poate cea mai veche hartă europeană a cerului a fost un manuscris intitulat De Composicione Spere Solide. A fost probabil produs la Viena, Austria la 1440 și conținea două părți reprezentând constelațiile emisferei nordice și ecliptica. Probabil a servit drept prototip pentru cea mai veche hartă europeană tipărită, un set de portrete produse la 1515 de Albrecht Dürer în Nürnberg, Germania.

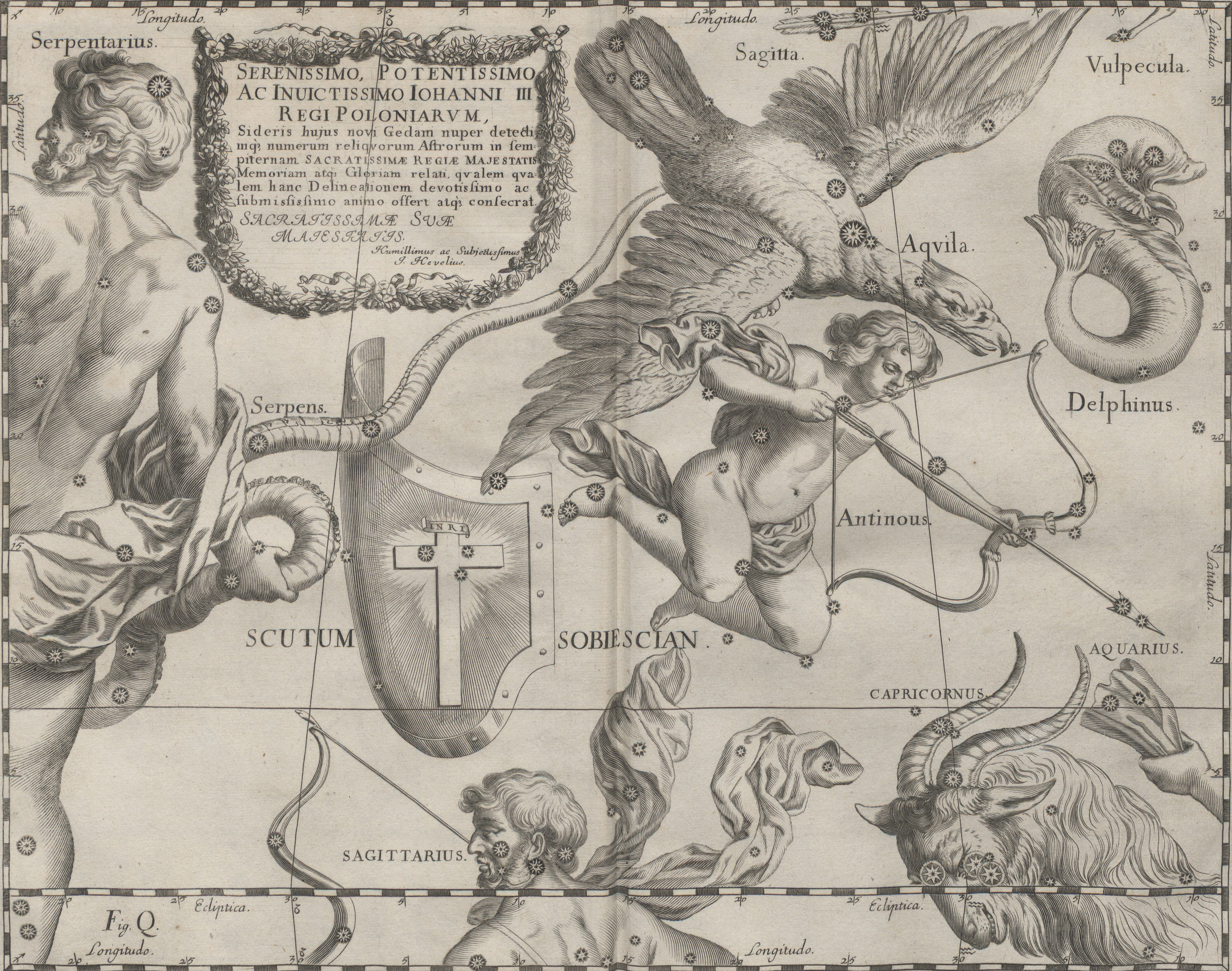
Hevelius - Firmamentum Sobiescianum sive Uranographia 1690

### Epoca marilor descoperiri
În timpul erei marilor descoperiri geografice, ca urmare a expedițiilor in emisfera sudică au fost observate și adăugate noi constelații. Probabil cele mai multe provin din înregistrările a doi marinari olandezi, Pieter Dirkszoon Keyser și Frederick de Houtman, care au călătorit împreună în Indiile de est olandeze la 1595. Munca lor a dus la producerea la 1601 a globului lui Jodocus Hondius, care a adăugat 12 noi constelații sudice. Mai multe astfel de hărți au fost produse, inclusiv Uranometria de Johann Bayer la 1603. 
Acesta a fost primul atlas care conținea ambele emisfere și a introdus sistemul Bayer de identificare a stelelor mai strălucitoare folosind alfabetul grecesc. Uranometria conținea 48 de hărți ale constelațiilor lui Ptolemeu, o hartă cu constelațiile sudice și două hărți ale ambelor emisfere folosind proiecția polară stereografică.
Johannes Hevelius a publicat atlasul stelar Firmamentum Sobiescianum sive Uranographia, în 1690. Acest atlas conținea 56 de hărți mari, pe două pagini fiecare și a îmbunătățit acuratețea reprezentării pozițiilor stelelor sudice. Autorul a introdus 11 noi constelații: Scutul, Lacerta, Câinii de vânatoare etc.)

## Legături externe
- en An online guide to using a star chart
- en The world's earliest manuscript Star Chart Arhivat în 10 iunie 2020, la Wayback Machine.

### Atlase stelare
- en Sky Map Online - Harta cerului - aplicație online folosind peste 1,2 milioane de stele.
- en SFA Star Charts - 4 hărți ale cerului în format pdf
- en Monthly Sky Maps Arhivat în 13 septembrie 2007, la Wayback Machine. - Harta cerului pentru orice locație de pe Pământ
- en The Evening Sky Map - Harta cerului pentru emisfera nordică.